# Ліга I
Суперліга Румунії — перша за рангом футбольна ліга в Румунії, в якій визначається чемпіон країни.
Рекордсменом за кількістю чемпіонських титулів є команда «Стяуа» — єдина румунська команда, яка виграла Кубок європейських чемпіонів (у 1986 році).
З сезону 2022/23 у змаганні беруть участь 16 команд.

## Історія

### 1909—1932
Ліга заснована в 1909 році під назвою «Cupă ASAR» (рум. Asociațiunea Societăților Atletice din România — Кубок Асоціації атлетичних товариств Румунії). З 1921 по 1932 рік — «Національний чемпіонат» (чемпіонат, що складався з кількох регіональних ліг, переможці яких у фінальній частині розігрували чемпіонський титул).

### 1932—наш час
Починаючи з 1932/33 сезону РФФ було вирішено використовувати дивізіонну систему (традиційний тип чемпіонату, який використовується і до сьогодні), з того моменту і до завершення сезону 2005/06 ліга називалася «Дивізія А».
В період 2006/07 — 2021/22 сезонів: «Ліга I», а починаючи з сезону 2022/23 турнір носить назву «Суперліга».

## Чемпіони
| Клуб                         | Чемпіон | 2-е місце | Сезон |
| ---------------------------- | ------- | --------- | --- |
| Стяуа                        | 28      | 20        | 1951, 1952, 1953, 1956, 1960, 1961, 1968, 1976, 1978, 1985, 1986, 1987, 1988, 1989, 1993, 1994, 1995, 1996, 1997, 1998, 2001, 2005, 2006, 2013, 2014, 2015, 2024, 2025 |
| Динамо (Бухарест)            | 18      | 20        | 1955, 1962, 1963, 1964, 1965, 1971, 1973, 1975, 1977, 1982, 1983, 1984, 1990, 1992, 2000, 2002, 2004, 2007                                                             |
| ЧФР                          | 8       | 1         | 2008, 2010, 2012, 2018, 2019, 2020, 2021, 2022 |
| Венус                        | 8       | 0         | 1920, 1921, 1929, 1932, 1934, 1937, 1939, 1940 |
| УТА                          | 6       | 1         | 1947, 1948, 1950, 1954, 1969, 1970 |
| Кінезул                      | 6       | 0         | 1922, 1923, 1924, 1925, 1926, 1927 |
| КС Університатя (Крайова)    | 4       | 4         | 1974, 1980, 1981, 1991, 2020 |
| Петролул                     | 4       | 3         | 1930, 1958, 1959, 1966 |
| Ріпенсія                     | 4       | 1         | 1933, 1935, 1936, 1938 |
| Рапід                        | 3       | 14        | 1967, 1999, 2003 |
| Колентіна                    | 2       | 3         | 1913, 1914 |
| Арджеш                       | 2       | 2         | 1972, 1979 |
| Олімпія                      | 2       | 0         | 1910, 1911 |
| Униря-Триколор               | 1       | 2         | 1941 |
| Клуб Атлетік Орадя           | 1       | 2         | 1949 |
| Астра                        | 1       | 1         | 2016 |
| Юнайтед Плоєшті              | 1       | 1         | 1912, 1916 |
| Колця (Брашув)               | 1       | 1         | 1928 |
| Решица                       | 1       | 1         | 1931 |
| Уніря (Урзічень)             | 1       | 1         | 2009 |
| Роминія-Американа            | 1       | 0         | 1915 |
| Оцелул                       | 1       | 0         | 2011 |
| Віїторул (Констанца)         | 1       | 0         | 2017 |
| Фарул                        | 1       | 0         | 2023 |
| Прогресул                    | 0       | 3         | — |
| Вікторія (К)                 | 0       | 3         | — |
| Політехніка Тімішоара        | 0       | 2         | — |
| Букарестер                   | 0       | 2         | — |
| Вагонул                      | 0       | 1         | — |
| Спортул Студенцеск           | 0       | 1         | — |
| «Університатя» (Клуж-Напока) | 0       | 1         | — |
| Васлуй                       | 0       | 1         | — |
| Брашов                       | 0       | 1         | — |
| ЧФР Тімішоара                | 0       | 1         | — |
| Джиул                        | 0       | 1         | — |
| Керкул Атлетік               | 0       | 1         | — |
| Тиргу-Муреш (1962)           | 0       | 1         | — |
| Тиргу-Муреш                  | 0       | 1         | — |
| Кармен                       | 0       | 1         | — |
| Соціататя Гімнастика         | 0       | 1         | — |
| Глорія                       | 0       | 1         | — |
| Мінерул                      | 0       | 1         | — |

## Бомбардири
1. Дуду Джорджеску — 252
2. Йонел Денчулеску — 214
3. Родіон Кеметару — 198
4. Марін Раду — 190
5. Флоря Думітраке — 170
6. Йон Облеменко[en] — 170
7. Мірча Санду — 167
8. Віктор Піцурке — 166
9. Міхай Адам[en] — 160
10. Тітус Озон[en] — 157